# Slipstream (computación)
En computación, slipstream, instalación integrada o instalación estela es la inclusión de actualizaciones, parches, service packs, etcétera, con los archivos de instalación originales del software, de modo que los archivos resultantes permitan una instalación directa del software ya actualizado.
Aunque no sea soportado directamente por el vendedor del software, la integración de componentes mediante slipstream puede ser técnicamente posible, dependiendo de las actualizaciones, la estructura y tipo de programa a ser integrado usando el slipstream, y del instalador del programa original, si lo hubiera.
En ambientes Windows, es común para los administradores de sistemas hacer fuentes de instalación del sistema operativo actualizadolo o modificadolo usando slipstream y haciendo disponible el disco o la imagen del disco de instalación resultante en recursos compartidos de la red. Eso simplifica grandemente el despliegue para las nuevas instalaciones. Microsoft generalmente también permite pedir desde su sitio web CDs actualizados con slipstream. Nuevas versiones de los productos de Microsoft generalmente ya vienen actualizadas por medio del slipstream o vienen con un CD separado que contiene las actualizaciones.

## Ventajas
El proceso del slipstream puede ahorrar tiempo y dinero. Es posible integrar los service packs y otras actualizaciones y parches a la fuente original de la instalación, así como también agregar drivers adicionales, archivos de configuración, etc. En un ambiente de Windows, hacer un slipstream, sobre la fuente original, de todos los drivers necesarios de la instalación ahorrará tanto tiempo de descarga de estos desde Internet como de su instalación. Sin embargo, si hay disponibles drivers más nuevos, entonces una nueva fuente de instalación sería necesaria. Esto implica más trabajo inicialmente, pero puede ahorrar tiempo más tarde en términos de instalaciones o reinstalaciones. Esto es especialmente significativo para los administradores que tienen que manejar una gran cantidad de computadores, donde el caso por defecto de instalar un sistema operativo en cada computador sería usar el medio original y luego actualizar cada computador después de que la instalación fuera completada, en oposición, usando slipstream, se tiene una fuente del sistema operativo más actualizada, y solo se tiene que descargar e instalar un número mínimo de actualizaciones.
Adicionando parches a la fuente original de instalación también es otro ahorrador de tiempo. Sin embargo, no todos los parches (de Windows) pueden ser aplicados de este modo y una desventaja es que si posteriormente se descubre que cierto parche es responsable de problemas, el mencionado parche no se puede quitar sin usar una instalación de CD original que no se haya actualizado con slipstream. Las instrucciones en línea para esta manera de hacer las cosas enfatizan el uso de ambientes virtuales de PC para hacer pruebas (tales como VMware Workstation o VirtualBox), pues el usuario final frecuentemente no consigue soporte del fabricante del programa por usar estos CD "hechos en casa".
Usando CD del sistema operativo actualizados con slipstream (ej. XP Pro) puede evitar errores de instalación causados por drivers y componentes de hardware.
Es posible integrar archivos de configuración, además de programas adicionales que se instalarán automáticamente, como también la eliminación de ciertos componentes que no se desea que se instalen. En un slipstream de Windows XP, por ejemplo, se puede incorporar, además de los parches y actualizaciones, el navegador Firefox y eliminar el Internet Explorer y otros componentes que normalmente se instalan por defecto. Adicionalmente, con archivos de configuración se puede dar respuestas predeterminadas a las preguntas que hace el sistema de instalación del XP para que resulte en una instalación desatendida.